# Đường sắt liên thành phố Bắc Kinh – Thiên Tân
Tuyến đường sắt liên thành phố Bắc Kinh - Thiên Tân (giản thể: 京津城际铁路; phồn thể: 京津城際鐵路; bính âm: Jīng-Jīn chéngjì tiělù) là tuyến đường sắt cao tốc chỉ dành cho hành khách chạy tuyến 117 km (72,7 dặm) giữa Bắc Kinh và Thiên Tân. Chính phủ Trung Quốc đã xây dựng tuyến để phù hợp với các chuyến tàu di chuyển với tốc độ tối đa 350 km/h (217 mph) và hiện đang mang theo tàu cao tốc CRH chạy tốc độ lên tới 330 km/h (205 mph).
Khi tuyến khai trương vào ngày 1 tháng 8 năm 2008, nó đã lập kỷ lục về dịch vụ tàu thông thường nhanh nhất thế giới theo tốc độ cao nhất và giảm thời gian di chuyển giữa hai thành phố lớn nhất miền bắc Trung Quốc từ 70 xuống còn 30 phút. Giai đoạn xây dựng thứ hai đã mở rộng tuyến này từ Thiên Tân đến ga đường sắt Yujiapu ở Khu vực mới Binhai được khai trương vào ngày 20 tháng 9 năm 2015.
Tuyến dự kiến sẽ tiếp cận công suất hoạt động trong nửa đầu năm 2016. Dự đoán điều này, tuyến song song thứ hai, đường sắt liên tỉnh Bắc Kinh Bình Bình, bắt đầu xây dựng vào ngày 29 tháng 12 năm 2015. Tuyến đường sắt mới này sẽ chạy từ ga đường sắt trung tâm hành chính phụ Bắc Kinh đến ga Tân Hải qua Bảo Trì và Sân bay quốc tế Tân Hải Thiên Tân, dọc theo tuyến đường mới đến phía đông bắc của Bắc Kinh ICR Thiên Tân ICR. (Tuyến này sử dụng cùng tuyến đường với đường sắt liên thành phố Bắc Kinh - Đường Sơn giữa ga đường sắt Trung tâm hành chính phụ Bắc Kinh và Baodi)

## Tuyến đường và nhà ga

Cầu cạn trên tuyến đường sắt liên tỉnh Bắc Kinh Thiên Tân.

### Bắc Kinh đến Thiên Tân

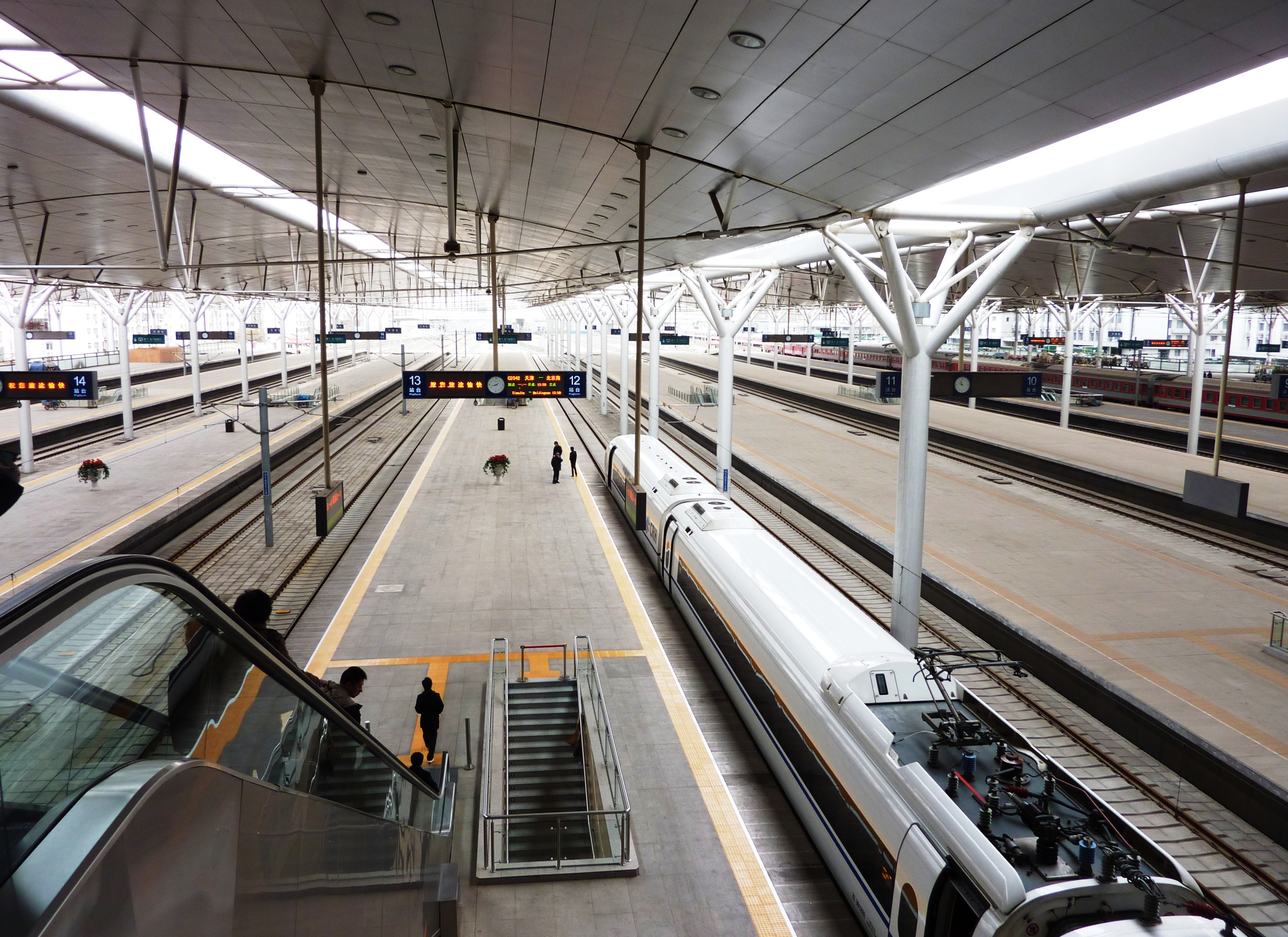
Ga Thiên Tân

Từ ga Bắc Kinh Nam, tuyến chạy theo hướng đông nam, theo đường cao tốc Bắc Kinh - Thiên Tân - Tang Tang đến Thiên Tân. Nó có ba trạm trung gian tại Yizhuang, Yongle (chưa được xây dựng đầy đủ) và Wu Khánh. Tuyến hiện sử dụng Đường sắt Jin Sơn cho một số dịch vụ mở rộng đến Tanggu. Dịch vụ này có tốc độ cao nhất giữa các thành phố.
Là một tuyến liên tỉnh, nó sẽ chỉ cung cấp dịch vụ xe lửa giữa hai khu vực đô thị, không giống như tuyến đường sắt cao tốc Bắc Kinh - Thượng Hải sẽ tiếp tục vượt ra ngoài Thượng Hải.
Tuyến đường sắt liên tỉnh Bắc Kinh - Thiên Tân có chiều dài hiện tại là 116,939 km (số dặm giá vé: 120 km), trong đó khoảng 100 km được xây dựng trên cầu cạn và 17 km cuối cùng trên bờ kè. Đường ray trên cao đảm bảo các tuyến đường trên địa hình không bằng phẳng và loại bỏ các đoàn tàu phải giảm tốc độ để di chuyển an toàn qua các điểm giao cắt đường bộ.  

### Thiên Tân đến Tân Hải tân khu
Đôi khi được gọi là  đường sắt liên thành phố Thiên Tân – Tân Hải, phần mở rộng 44,68 km (28 mi) này tiếp tục về phía đông nam từ ga Thiên Tân, theo tuyến đường sắt thông thường đến ga Tanggu nhưng được xây dựng trên các cầu tàu trên cao với ba ga mới được thêm vào. Nó đi qua một kho bảo trì tại "Sân bay phía Tây", qua ga Junliangcheng đến ga Tanggu trước khi vào một đường hầm đến ga ngầm, ga Yujiapu.  Các nút giao đã được xây dựng dọc theo tuyến cho phép các dịch vụ rẽ nhánh đến một nhà ga mới dưới sân bay quốc tế Thiên Tân Tân Hải và đến ga Tân Hải Tây trên tuyến đường sắt cao tốc Thiên Tân - Qinhuangdao. Hoạt động thử nghiệm của phần mở rộng bắt đầu vào ngày 14 tháng 8 năm 2015, với việc khai trương chính thức vào ngày 20 tháng 9 năm 2015. Tuyến đường sắt đã giảm thời gian đi từ ga Bắc Kinh đến ga Yujiapu xuống còn 1 giờ 02 phút và từ ga Thiên Tân đến Yujiapu xuống còn 23 phút.

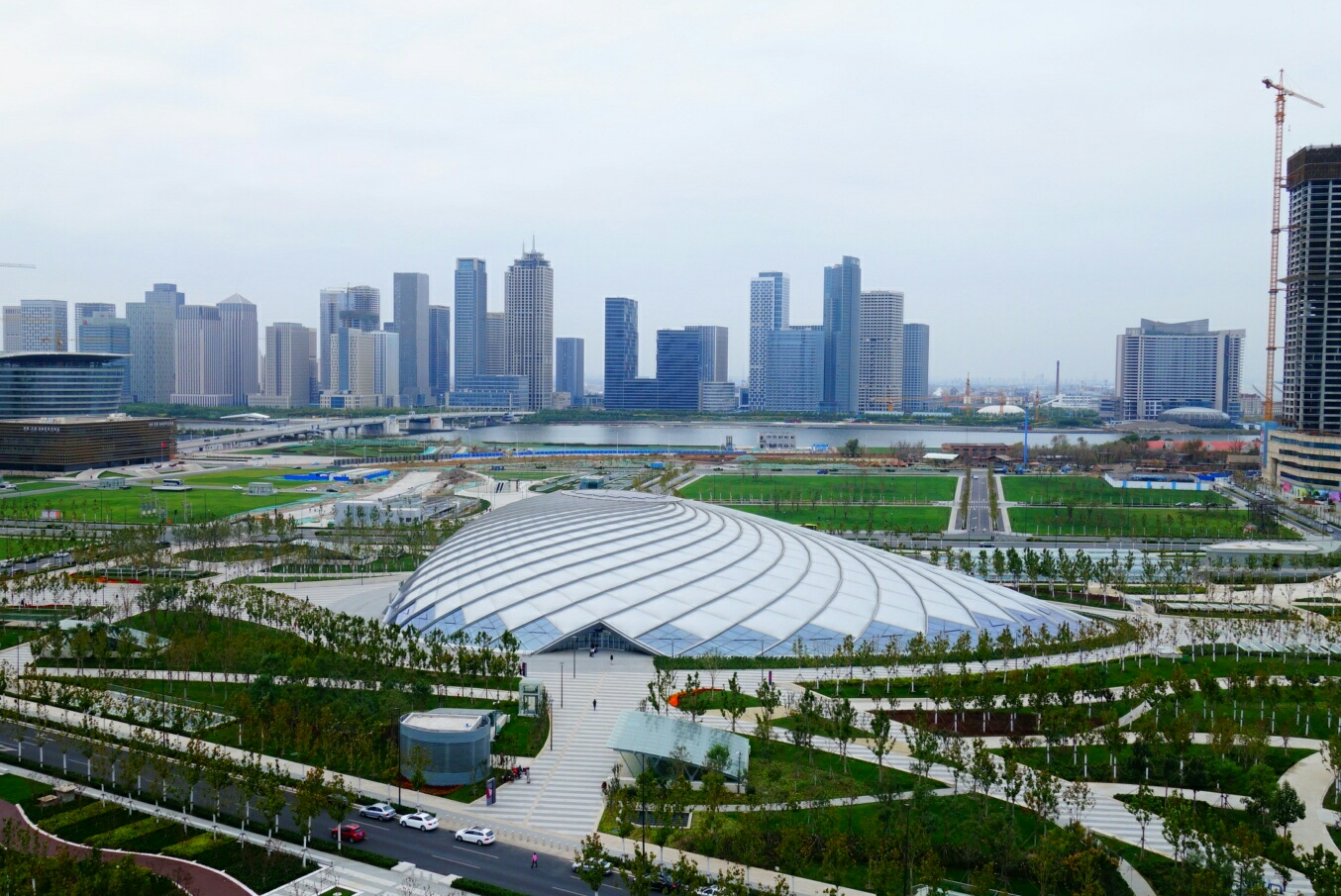
Ga Yujiapu